# Homalozoa
Los homalozoos (Homalozoa, del griego homalós, "plano" y zoon, "animal") o carpoideos (Carpoidea) son un subfilo extinto de equinodermos que vivieron entre el Cámbrico Medio y el Carbonífero Superior. Se conocen 12 familias y 60 géneros.

## Características
A diferencia de la mayoría de equinodermos, los homalozoos carecen de simetría pentarradial y son asimétricos o bilaterales. El cuerpo, recubierto de placas de calcita y probablemente flexible, tenía dos regiones: la teca, ancha y deprimida, y el aulacóforo, una especie de brazo terminal.
La teca a menudo estaba formada por un reborde marginal de placas largas y alargadas que rodeaba un área central compuesta por numerosas placas más pequeñas.
El apéndice terminal, denominado aulacóforo, también estaba recubierto de placas; los ctenocistoideos carecían de dicho apéndice. Se desconoce para qué era utilizado; se ha especulado que podría ser un tallo que fijaba al animal al substrato (como en los crinoideos), que podría haber sido usado en la obtención de alimento o incluso que sería una cola usada para nadar (como en los primitivos cordados).

## Relaciones filogenéticas
Debido a las diferentes interpretaciones de su anatomía existe una gran controversia sobre su parentesco. La posición más generalizada es considerarlos un grupo basal de equinodermos. No obstante, Jefferies (1986) argumenta que algunos homalozoos (en particular los Mitrata) fueron los ancestros de los cordados; al grupo presuntamente relacionado con los cordados le llamó Calcichordata que habrían cambiado las placas típicas de carbonato cálcico de los homalozoos por las de apatita de los cordados. Bajo esta perspectiva, es común que el término clacicordados sea usado como sinónimo de homalozoos.

## Taxonomía
Los homalozoos incluyen cinco órdenes repartidos en cuatro clases:
- Clase Stylophora

Orden Cornuta
Orden Mitrata
- Clase Homoiostelea

Orden Soluta
- Clase Homostelea

Orden Cincta
- Clase Ctenocystoidea